# 이가 쇼쇼
이가 쇼쇼(일본어: 伊賀少将 いがしょうしょう[*], 생몰년 미상)는 헤이안 시대 후기의 가인이다. 후지와라 북가 미치타카류이다. 후지와라노 아키나가 (후지와라노 코레치카의 아들)의 딸이다. 유시 내친왕 (고스자쿠 천황의 황녀)의 뇨보로서 섬겼다. 호칭인 이가 쇼쇼는, 아버지 아키나가가 이가노카미였기때문이다. 『후습유와카집(後拾遺和歌集)』에 2수 (가번호 119, 946), 『킨요와카집(金葉和歌集)』두번째 책에 1수 (카번호 462)에 각각 실려있다.

## 참고문헌
- 츠노다 분에이 감수『헤이안시대사 사전(平安時代史事典)』카도카와 서점, 1994년.
- 콘도 토시타카 편집『궁정공가계도집람(宮廷公家系図集覧)』도쿄도출판(東京堂出版), 1994년